# 권시
권시(權諰, 1604년~1672년)는 조선시대 중기의 문신·유학자이다. 자는 사성(思誠), 호는 탄옹(炭翁)이다. 본관은 안동(安東)이다. 남달리 총명하여 중국의 안자(顔子)에 비견되는 평을 받았다. 학문이 뛰어나 효종의 사부로 임명되었으나 거절하였고, 후에 사돈이었던 송시열의 추천으로 벼슬길에 올랐다. 이후 서인(西人)으로 활동하며 1660년 예의에 대한 의견으로 다툴 때 같은 서인인 송시열의 편을 들지 않고 윤선도의 편을 들었다가 송시열 일파에게 미움을 받았다. 1668년 한성부 좌윤에 임명되었으나 거절하고 충남 공주로 내려가 학문에만 전념했다. 송시열과 같은 서인 기호학파로 예론에 밝았다. 좌랑을 지낸 권득기(權得己)의 아들. 송시열의 사돈이다.

## 생애
1636년 학행이 뛰어나 여러번 추천을 받아 대군사부(大君師傅)에 누차 임명되었으나 사양하고 취임하지 않았다.
1649년 효종 즉위 후 특별 지시와 사돈이었던 송시열(宋時烈) 등 문인, 학자들의 추천으로 벼슬길에 올랐다. 이후 공조좌랑에 임명되어 처음으로 벼슬길에 나갔으며, 여러 요직을 거쳐 통정으로 승진, 승정원승지가 되었다. 1659년 한성부우윤에 임명되었다. 1660년 효종이 죽자, 효종의 상복을 입는 문제에서 자의대비의 복상문제를 놓고 차남의 예로서 1년상을 주장하는 서인과 장남을 대신한 장남이며 왕통과 적통을 이간하려 한다는 남인간의 공세와 싸움이 벌어지자 그는 당론을 따르지 않고 남인 윤선도(尹善道)를 변호하게 되었다. 윤선도가 예송문제(禮訟問題)로 생명을 걸고 서인을 공격하는 태도를 보고 이를 용기가 가상하다고 평가했다가, 같은 서인의 규탄으로 파직되었다. 낙향 도중 경기도 광주의 선영에 들렀다가 선영 근처에 머물러 살았다. 본래 서인이었으나 이후 남인으로부터 일부 지지를 받아 서인 강경파와의 관계는 악화되었다.
1668년 한성부좌윤에 임명되었으나 사양하고 충청남도 공주로 돌아갔으며, 이후 학문 연구와 후학 교육에 힘을 기울였다. 송시열과 같은 기호학파(畿湖學派)로서 예론(禮論)에 밝았다. 사후 의정부좌찬성이 추증되고, 공주(현재 대전시 탄방동)의 도산서원(道山書院)에 배향되었다. 저서로는 《탄옹집》(炭翁集) 등이 있다.

## 가족 관계[1]
- 조부 : 권극관(權克寬, 1546 ~ 1613)
- 조모 : 함안윤씨 윤천석(尹天錫)의 딸
  - 부친 : 권득기(權得己, 1570 ~ 1622)
- 외조부 : 구성군(龜城君) 이첨(李瞻, 1553 ~ 1599)[2]
- 외조모 : 판서(判書) 성세장(成世章)의 딸 창녕 성씨
  - 모친 : 이의영(李儀英, 1571 ~ ?) 
    - 형 : 권?(權訁+尗 , 1586 ~ ?)
    - 누나 : 권결(權㓗, 1596 ~ ?)
    - 형 : 권우(權訦, 1600 ~ ?)
    - 형 : 권증(權譄, 1602 ~ ?)
    - 여동생 : 권름(權凜, 1606 ~ ?)
    - 부인 : 정랑(正郞) 박지경(朴知警)의 딸 함양 박씨
      - 장남 : 권기(權愭, 1623 ~ 1695)
      - 며느리 : 부사(府使) 신숭구(申嵩耇)의 딸 평산 신씨
        - 손자 : 권이종(權以鐘)
        - 손자 : 권이용(權以鏞)
        - 손자 : 권이현(權以鉉)
        - 손녀 : 선산 김씨 김원섭(金元燮)의 처
        - 손녀 : 전주 이씨 이정흥(李鼎興)의 처
        - 손녀 : 성익창(成益昌)의 처
        - 손녀 : 정중원(鄭重元)의 처
        - 손녀 : 이주천(李柱天)의 처

      - 차남 : 권유(權惟, 1625 ~ ?)
      - 며느리 : 좌의정(左議政) 송시열(宋時烈)의 장녀 은진 송씨
        - 손자 : 권이정(權以鋌)
        - 손자 : 권이개(權以鍇)
        - 손자 : 권이진(權以鎭, 1668 ~ 1734)
        - 손녀 : 이영석(李寧錫)의 처

      - 며느리(측실) : 이름 미상
        - 서손자 : 권이발(權以鏺)

      - 장녀 : 권아(權雅, 1632 ~ ?)
      - 사위 : 파평 윤씨 윤증(尹拯, 1629 ~ 1714)
        - 외손자 : 윤행교(尹行敎, 1661 ~ 1715)
        - 외손자 : 윤충교(尹忠敎)
        - 외손녀 : 풍천 임씨 임진영(任震英)의 처

      - 차녀 : 권혜(權惠, 1642 ~ ?)
      - 사위 : 남원 윤씨 교리(校理) 윤의제(尹義濟, 1640 ~ 1680)
        - 외손녀 : 송진룡(宋震龍)의 처
        - 외손녀 : 이한제(李漢濟)의 처
        - 외손녀 : 벽진 이씨 이주우(李柱宇)의 처

      - 3녀 : 권태(權兌, 1646 ~ ?)
      - 사위 : 은진 송씨 송도현(宋道顯)
        - 외손자 : 송유수(宋儒洙)
        - 외손자 : 송유식(宋儒湜)

## 묘소
- 권시의 묘 - 대전광역시 문화재자료 제51호

## 저서
- 탄옹집

## 관련 문화재
- 만회집탄옹문집판목 (대전광역시 유형문화재 제17호)

## 같이 보기
- 예송 논쟁
- 서인
- 송시열
- 윤선도
- 윤증

1. ↑  선원록 참고
2. ↑  덕양군의 손자